# 越南建筑
越南建筑（越南语：／）指的是越南民族（主要为京族）营造的建筑或越南风格的建筑。如同其他的越南文化一般，越南建筑拥有十分久远的历史。越南传统建筑深受中国传统建筑和文化的影响，但也渐渐发展出属于越南的独特风格。越南将南方的占城纳入版图之后，占婆建筑（印度风格建筑）也被纳入越南建筑的大范围之内。到了近代的法属时期，越南国内亦建造出一些融合法式风格的建筑。

## 越南傳統建築

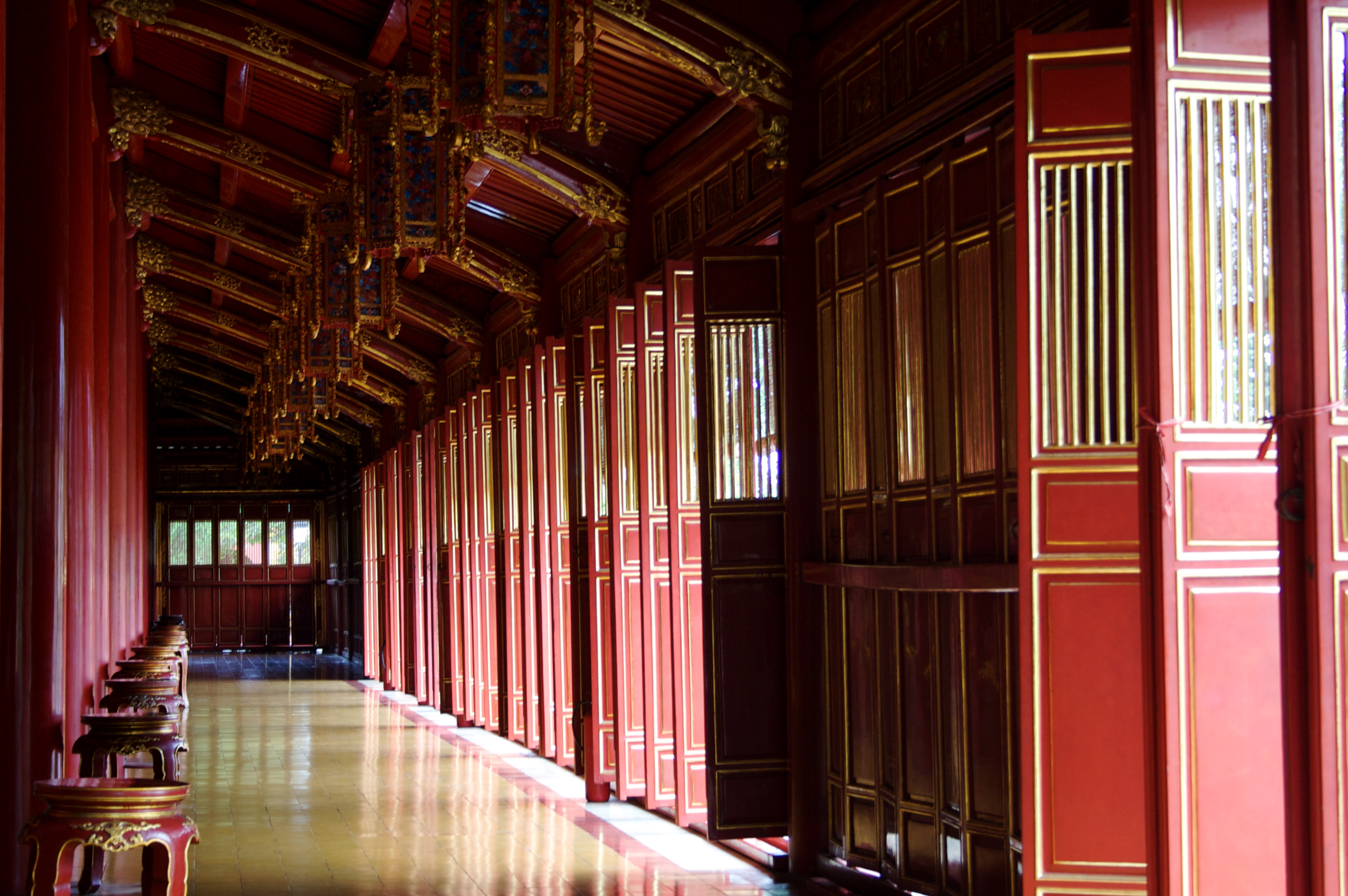
顺化皇城中一个建筑的走廊。

越南曾经深受中國文化影響，與其他東亞文化圈的國家如朝鲜、日本一样，越南也从中国傳統建筑中吸收了大量營造元素和技法。同其他東亞國家，架構大多使用木材。但是有別於日韓建築多使用青瓦（筒瓦或板瓦），傳統越南建築幾乎都使用紅鱗瓦，而順化宮廷建築則多使用琉璃瓦（筒瓦、板瓦），但瓦型仍與中國常使用的琉璃瓦（筒瓦）有區別。

### 特点
史前時代，根據東山文化出土的銅鼓上的圖案，越南早期居民多生活在高腳屋中。現在越南仍存在類似的房舍。
當中國文化開始傳入越南時，中國建筑亦開始對很多越南建筑的基本構造產生影響，塔、寺廟、公共建筑、文人及貴族的宅第、皇家的宮殿均受到很大程度的影響。

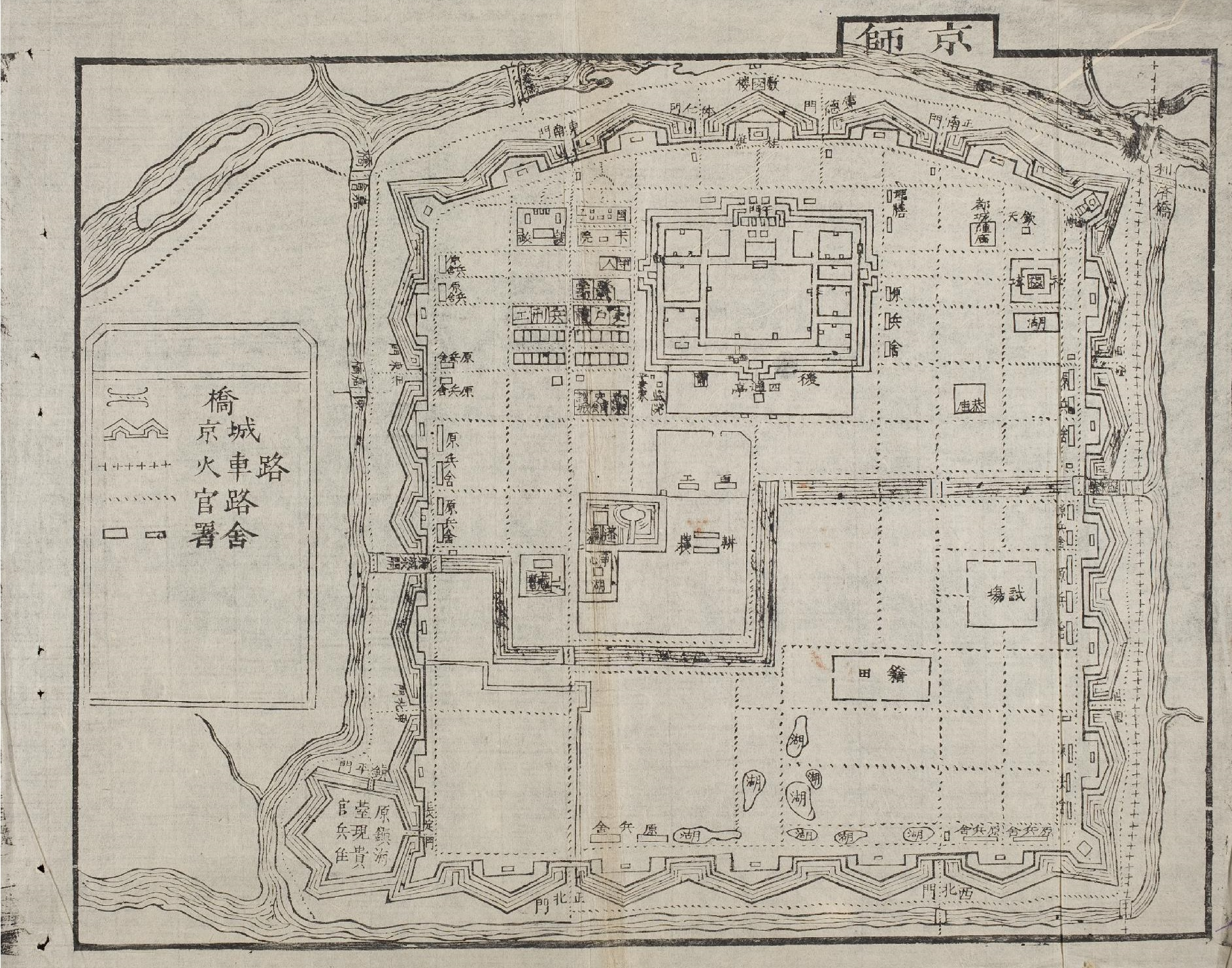
《大南一統志》裡的顺化紫禁城格局圖（上方為東南方向）。

越南建筑在接受了大量中国传统建筑和文化的影响之外，也具有很多自己的特点。
- 越南传统建筑的飞檐多数比较宽大，建筑的高度较为低矮，四面有窗，这些设计往往是为了更好地降温和通风，以适应越南本地湿热的气候。
- 雖然自李朝宮殿的考古中，可以看出斗栱的使用，但現今留存有斗栱的越南建築較為稀少。著名者有太平神光寺、河內西湖金蓮寺（大悲寺）。

- 越南的皇城的格局很多模仿中国皇城的格局来营建，但亦有一些例外。一个不同的例子是，顺化的紫禁城摆脱了传统东亚城市规划原则中严格的南北走向的限制，而是沿着香江（越南语：／）而建（可能是出于风水学的考量），皇宫朝向东南方，其皇城的边缘部分与河水并没有采取截然分开的方式，而是将河水與建築界線的關係进行了模糊化的处理，过渡自然[1]，另外，整个顺化皇城的体量比北京紫禁城小。

- 另外，从现今保存的越南古建筑来看，其多色彩和装饰性的特点较为突出，对砖石的使用率亦比较高。

### 村亭
村亭（Đình）是越南獨有的建築類型。用於聯繫鄉里、公共祭祀或宣傳教化等功能。

### 现存的著名建筑

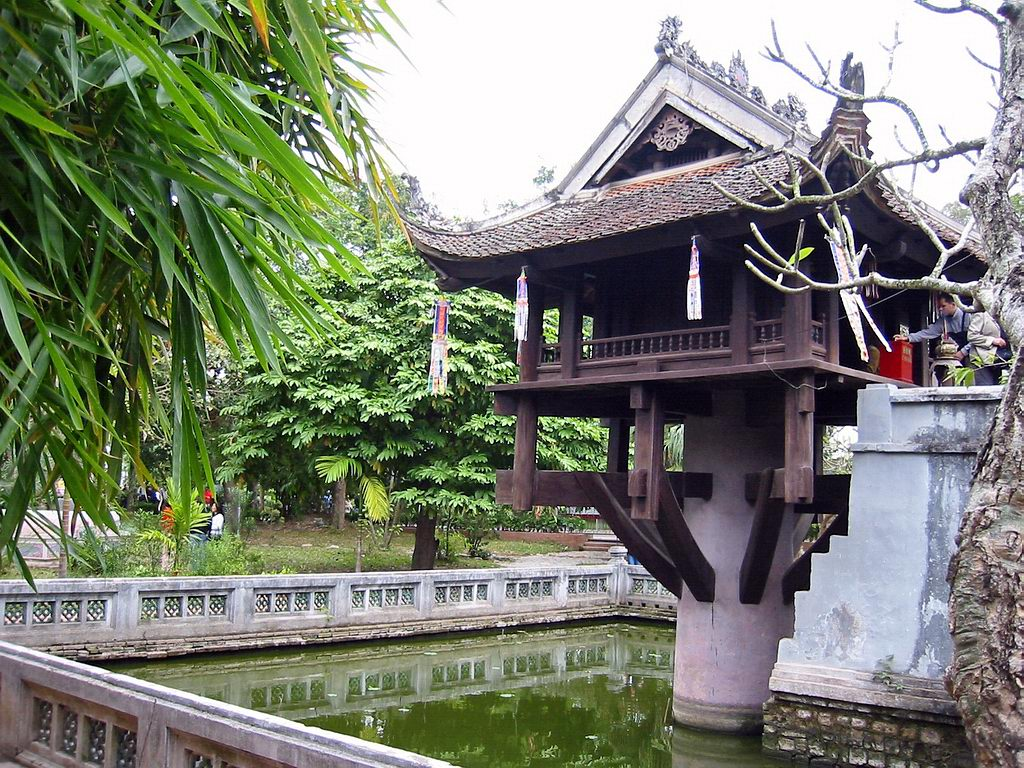
河內的一柱寺。

- 文庙

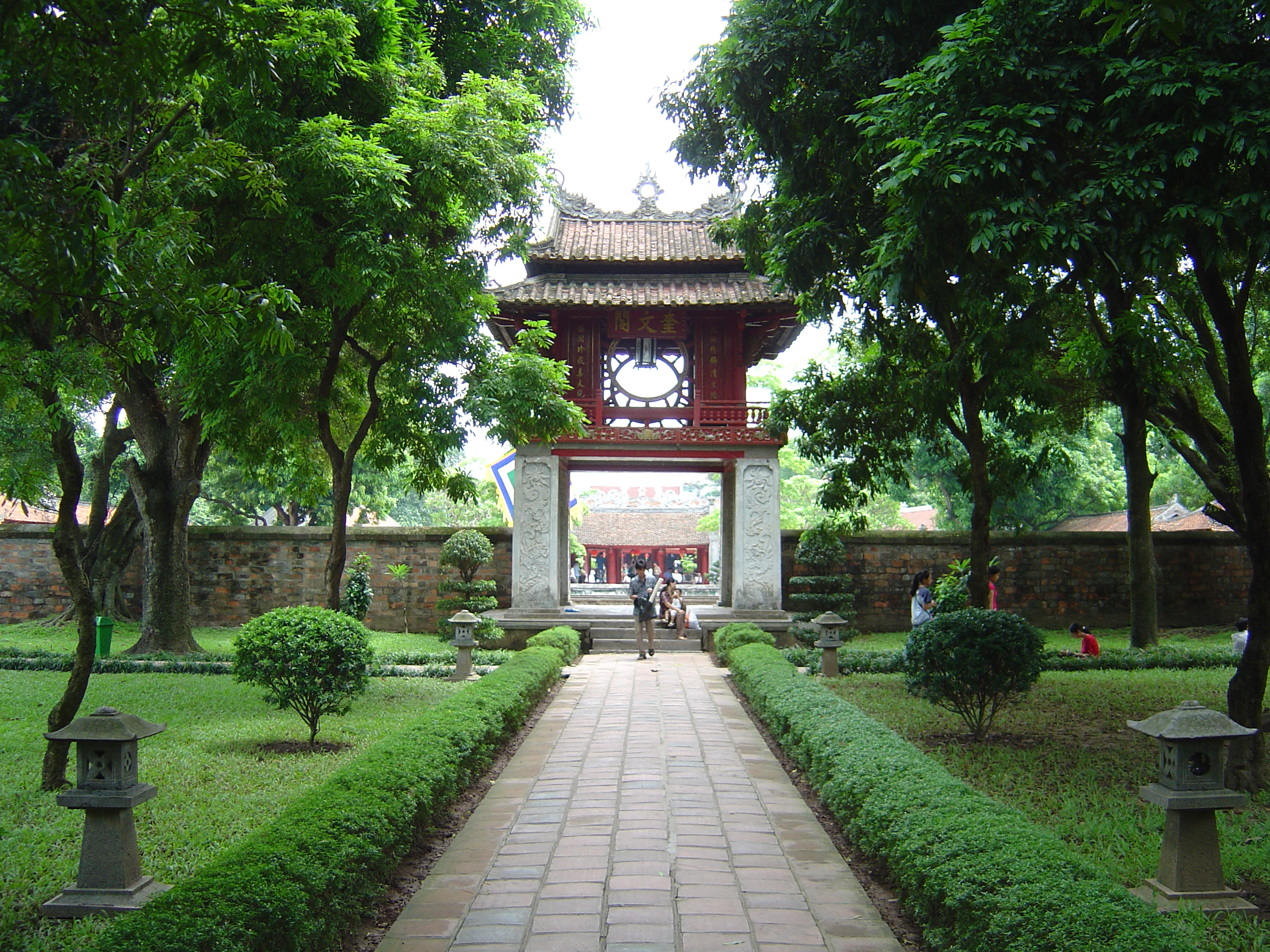
河內文廟內的奎文閣

亦称为「文廟-國子監」（越南语：／）。始建於1070年的李朝，主要用于祭祀孔子及其四大弟子。1076年創建國子監（後改名為太學堂），成為越南第一所最高學府。1802年，阮朝遷都順化，河內國子監毀而廟存，成為只奉祀孔子的廟宇。
建築群位於河内還劍湖西面，坐北朝南，圍牆長约一公里，紅牆綠瓦。大成門前的天光池位於院落中央，左右遍立進士碑林，共82塊。其内的主要建築有：奎文閣、天光寺、大拜堂、正寢殿、啟貞祠等。大拜堂內有清康熙皇帝手書「萬世師表」橫匾。正殿內設有孔子供桌，供奉孔子及其七十二弟子塑像，兩側奉祀中越兩國先儒。
- 一柱寺（越南语：／）

又名「一柱塔」（越南语：／）、「延祐寺」（越南语：／）、「蓮花臺」（越南语：／）。
- 明命陵
- 香寺（越南语：／）
- 順化京城
- 笔塔寺
- 李八帝廟
- 延應寺
- 劫泊祠
- 神光寺
- 西滕亭

### 古建筑保护问题
古代越南并沒有像他們的高棉鄰國那樣湧現出高產的建造者，柬埔寨建有吳哥窟，而占婆人亦曾在越南南方修建了很多精美的磚塔。
傳統上來說，越南建筑多使用木材，因此在其熱帶多雨的環境中不容易保存。另外，又由于歷史上的戰爭的破壞，使得現今仍能完整保存下來的古代越南建筑數量较少。
很多古代建造的塔和寺廟現在仍被使用，但它們大多經過了多次重修，且這種重修很多并沒有保持建筑的原狀。在現代的重修中，很多現代建筑的元素往往被隨意的加入古建筑中，比如那些用于装点佛像的缤纷的霓虹卤素灯。
由于祖先崇拜的传统，很多古代的陵墓至今保存状况较好，另外，一些用于纪念祖先、名人、官员的祠堂也保存较好。

## 其他越南建筑

### 占婆建筑
- 塔占
- 美山圣地

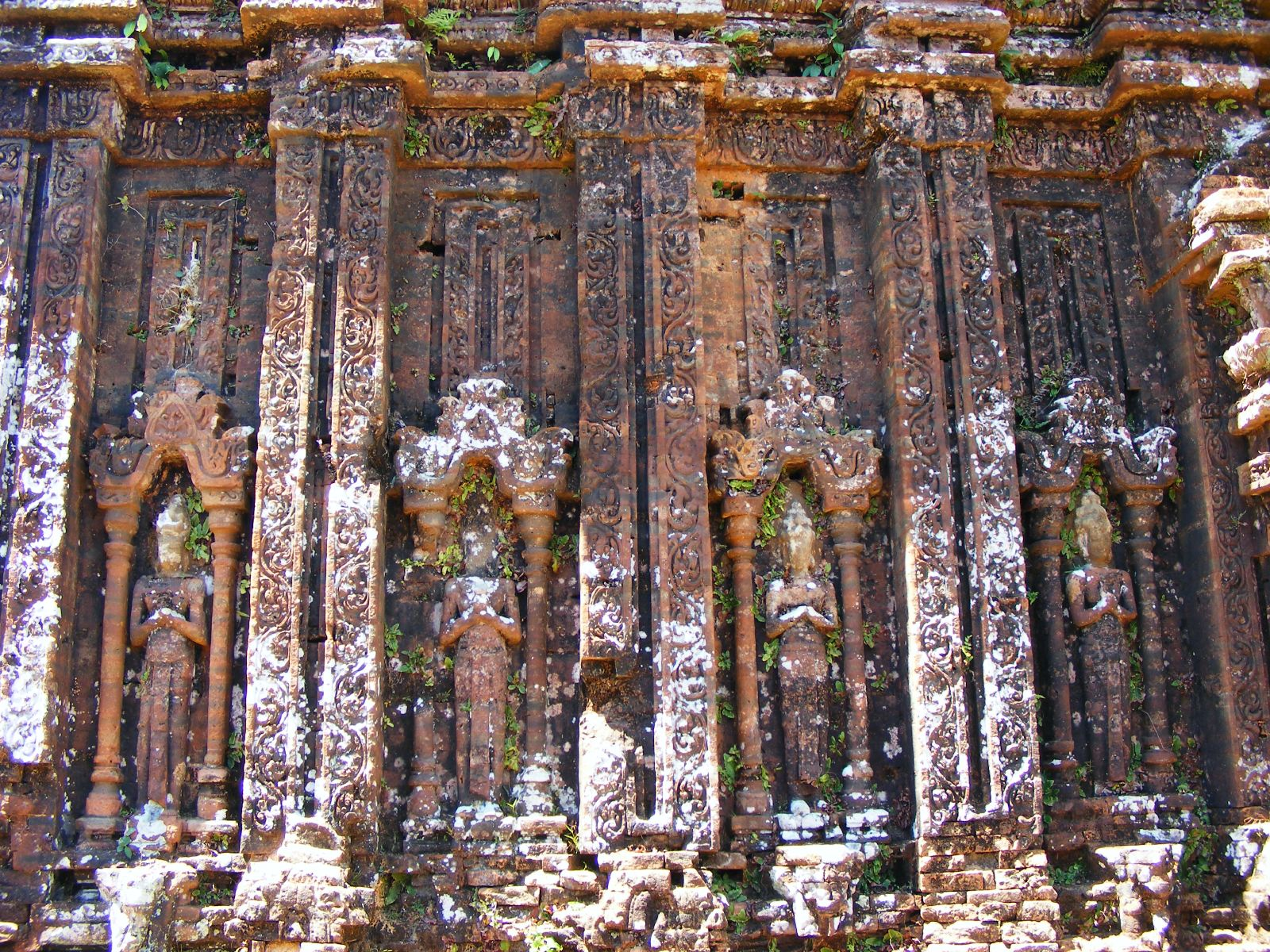
美山的占婆庙宇采用红色砖石建成。装饰性的雕刻被直接刻制于砖石上。

美山聖地中第一座木制结构的寺庙建于公元4世纪末，200年后此寺庙在一场大火中被焚毁。重修时，使用了大量的更为持久耐用的建筑材料。每一代富强的占婆王朝都修建新寺庙，或对旧寺庙予以修复。从公元4世纪到13世纪，修建的寺庙总数达70余个，从而使得美山成为王国的圣地。

### 殖民地建筑
- 紅教堂

- 胡志明市大劇院

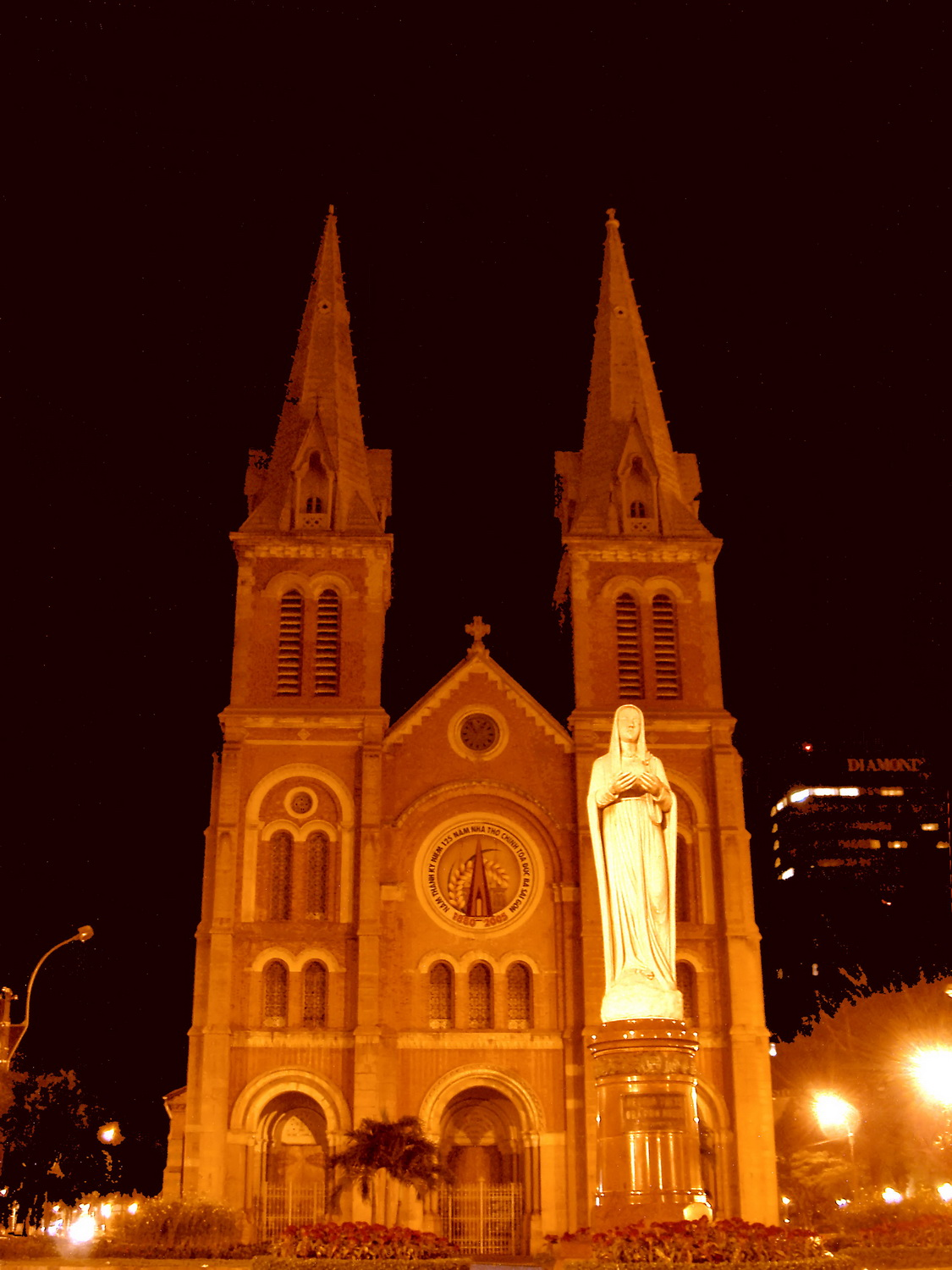
胡志明市殖民時期著名建築——紅教堂

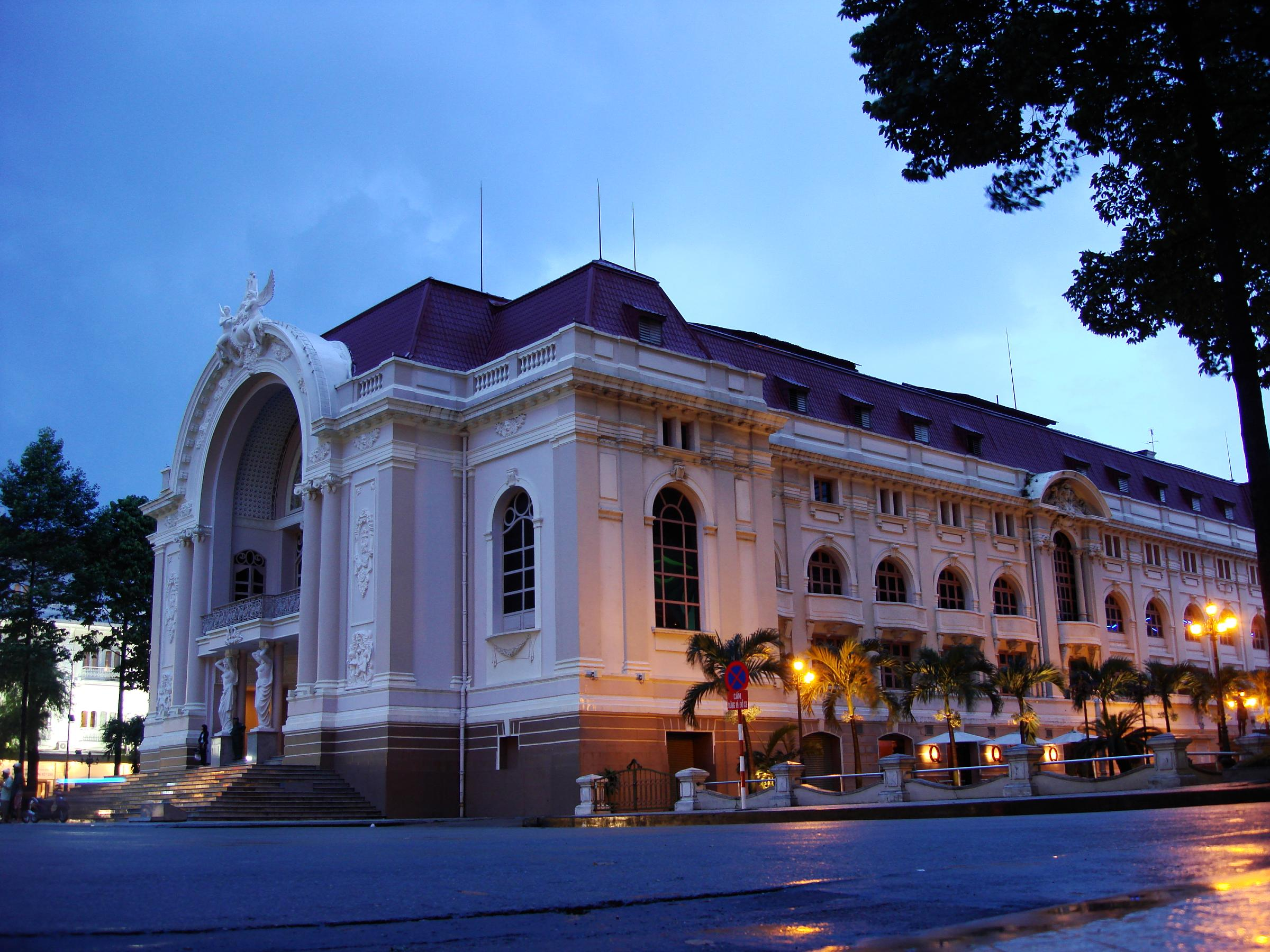
今天的胡志明市大劇院

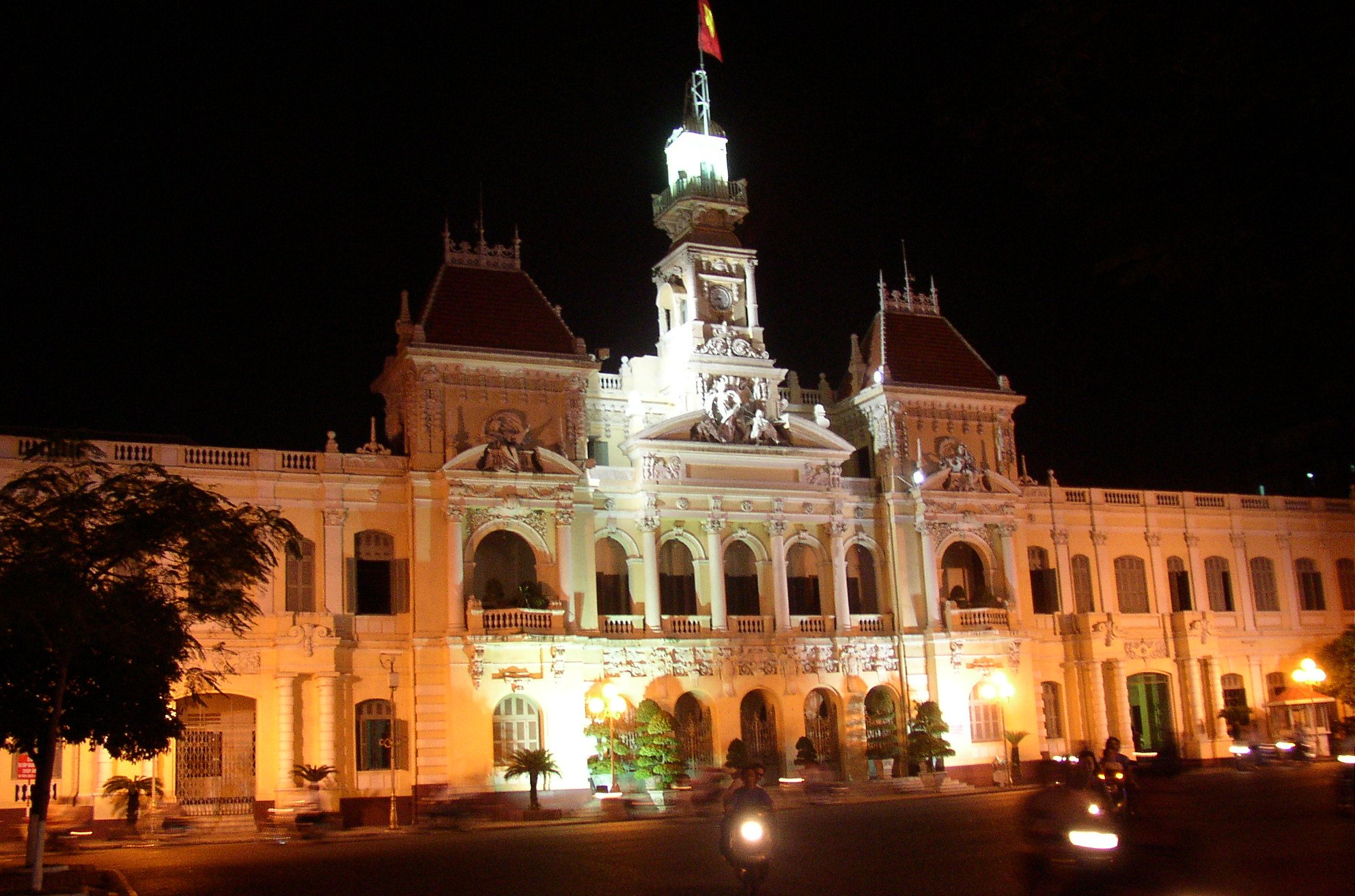
胡志明市政宮

胡志明市大劇院位於胡志明市中心第一郡，由法國建築師Félix Ollivier、Ernest Guichard和Eugène Ferret建於1898年，1900年落成，建築受法蘭西第三共和國華麗的建築風格影響。越南戰爭時期，本劇場曾作為越南共和國的下議院會場。1975年， 北越共產軍隊越南人民軍佔領西貢（胡志明市舊名稱），越南南北統一，這座建築恢復了文藝設施的功能。今天，這被认为是胡志明市最美麗建築物之一。
- 胡志明市人民委員會大廳

胡志明市人民委員會大廳（市政宮）是胡志明市委員會辦公室。位於越南最大的城市胡志明市內的重要貿易財政中心第一郡。於1902年興建，並且在1908年落成，時名「西社宮」，建築風格受法國風格影響。晚間時份裝置燈則會開啟，使該處變得美麗燦爛。然而，大廳一直並沒有對外開放。胡志明的雕像在大廳前的公園擺設。

## 著名的建筑者
- 阮安

曾参与明北京紫禁城的设计和营建。

## 脚注
1. ↑  《安藤忠雄の都市彷徨》，作者：安藤忠雄。
2. ↑  《Vietnam》，作者：Nick Ray, Peter Dragicevich, Regis St Louis。
3. ↑  . webcache.googleusercontent.com.   [2021-08-18]. （原始内容存档于2022-11-16）.
4. ↑  . Saigon-online.net. 7 May 2015  [2015-05-07]. （原始内容存档于2015-07-22） （英语）.